# Кива, Николай Митрофанович
Никола́й Митрофа́нович Ки́ва (3 декабря 1903, Российская империя — 28 марта 1985, Москва) — советский комсомольский деятель, организатор кинопроизводства, первый директор киностудии «Союзмультфильм», директор Рижской студии художественных фильмов (1945—1947). Член Союза кинематографистов СССР.

## Биография
Родился 3 декабря 1903 года. Окончил Московский университет имени М. В. Ломоносова.
В 1925—1926 годах — секретарь политико-просветительского отдела ЦК РЛКСМ, в дальнейшем работал в ЦК ВЛКСМ, член Кинокомиссии ЦК ВЛКСМ (1926—1929). Член правления, Центрального Совета Общества друзей советского кино (ОДСК) (1927—1929).
В 1929 году был направлен на работу в киноотрасль, работал на Московской кинофабрике «Союзкино». В 1935 году — заместитель начальника иностранного отдела Главного управления кинофотопромышленности (ГУКФ) при СНК СССР.  В 1935—1936 годах — заместитель управляющего Всесоюзным объединением по кинофотоимпорту и экспорту «Союзинторгкино».
В 1936—1938 годах — директор киностудии «Союздетмультфильм» (с 1937 года — «Союзмультфильм»). Инициатор и один из организаторов студийных курсов повышения квалификации творческого состава и обучения художников-мультипликаторов (1936).
В статье в газете «Кино» за 12 октября 1937 года была опубликована резкая критика Н. М. Кивы и руководства «Союзмультфильма» в связи с отсутствием в продукции студии современных политически острых тем и сюжетов, неудовлетворительной работы сценарного отдела, ограниченного круга авторов, пишущих сценарии для студии, и отсутствия темплана.
На состоявшемся через несколько дней расширенном собрании творческих работников студии по обсуждению статьи Н. М. Кива признал критику в целом правильной, оспорив частные детали.
В 1938—1939 годах — управляющий «Союзинторгкино», в 1940 году — исполняющий обязанности директора киностудии «Мосфильм», заместитель начальника Главного управления по производству художественных фильмов Комитета по делам кинематографии при СНК СССР.
В 1940—1942 годах — директор киностудии «Союзмультфильм».
В 1942—1943 годах — заместитель директора, в 1944 году — исполняющий обязанности директора Центральной объединённой киностудии (ЦОКС).
В 1945—1947 годах — директор Рижской студии художественных фильмов, с 1946 года — член Совета по развитию кино в союзных республиках при Министерстве кинематографии СССР.
В конце 1950-х — начале 1960-х годов  — директор Третьего творческого объединения киностудии «Мосфильм».
С 1962 года — на пенсии.
Член Союза кинематографистов СССР. Автор воспоминаний «„Союзмультфильм“ — начало пути», «Алма-Атинская киностудия и ЦОКС в годы Великой Отечественной войны», «Несколько записок С. М. Эйзенштейна», «Отдельные эпизоды из моей кинематографической практики».
Сыграл большую роль в организации кинопроизводства на киностудии «Союзмультфильм». По оценке российского киноведа Георгия Бородина, Н. М. Кива «принадлежал к числу „директоров-созидателей“» и оставил «яркий след как в истории студии, так и в истории отечественной анимации в целом».
Умер 28 марта 1985 года в Москве.

## Награды
- орден «Знак Почёта» (1944)[32]

## Комментарии
1. ↑  Статья «Под сенью похвального листа» в 47 номере «Кино» вышла за подписью пяти работников «Союзмультфильма»:
 А. В. Ивановна, А. К. Евмененко, Н. В. Воинова, Г. Ф. Филиппова и В. Алексеева[15].
2. ↑  В январе 1938 года согласно «Докладной записке о состоянии кадров Главного управления кинопромышленности» (ГУК) Н. М. Кива в числе ряда сотрудников ГУК (Ф. К. Булле, В. И. Жилина, И. Н. Заславского и других) был рекомендован  к увольнению[18].